# Oost-Timor op de Olympische Winterspelen 2018
Oost-Timor was een van de deelnemende landen aan de Olympische Winterspelen 2018 in Pyeongchang, Zuid-Korea.
Bij de tweede opeenvolgende deelname van het land aan de Winterspelen kwam een deelnemer in actie. Alpineskiër Yohan Goutt Goncalves, ook de vlaggendrager bij de openings- en sluitingsceremonie, kwam uit op een onderdeel.

## Deelnemers en resultaten
(m) = mannen 

### Alpineskiën
| Olympiër              | Onderdeel  | Resultaat | Prestatie              |
| --------------------- | ---------- | --------- | ---------------------- |
| Yohan Goutt Goncalves | slalom (m) | DNF       | 1e run: niet gefinisht |